# Jeanneke-Pis
La Jeanneke-Pis, signifiant « la petite fille [qui] pisse » en bruxellois, est une statue avec fontaine située à Bruxelles en Belgique. Elle représente la sœur du Manneken-Pis.

## Situation
La Jeanneke-Pis se situe entre les numéros 10 et 12 de l'impasse de la Fidélité, impasse donnant sur la rue des Bouchers, à Bruxelles, en Belgique.

## Description

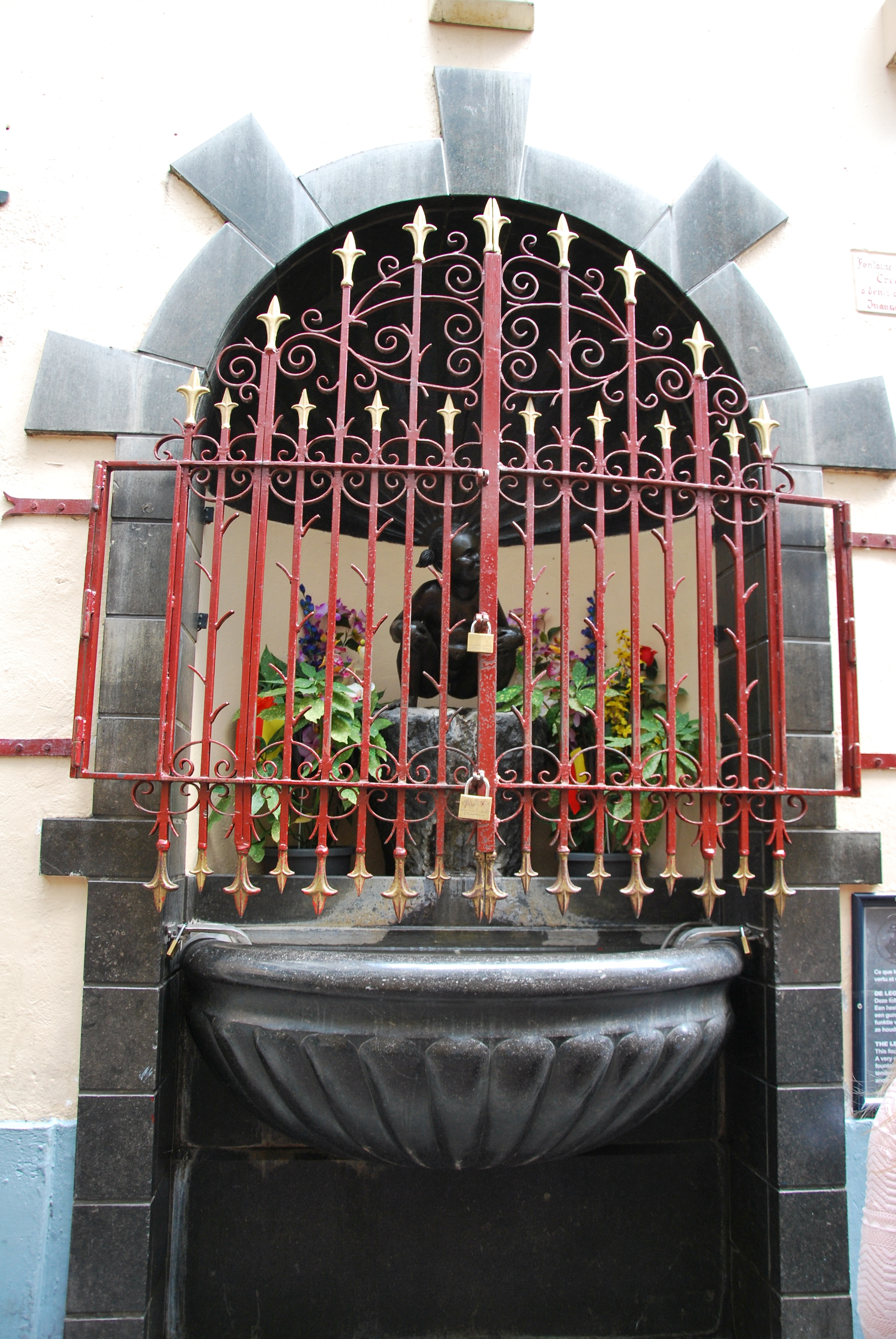
La Jeanneke Pis derrière sa grille.

La statue en bronze de Jeanneke-Pis est haute d'environ 50 cm. Elle figure une petite fille qui urine, nue et accroupie, une réplique féminine du Manneken-Pis,.

## Histoire
Créée en 1985 par Denis-Adrien Debouvrie, qui était également propriétaire de plusieurs restaurants de l'Îlot Sacré, la statue de Jeanneke-Pis est dévoilée au public en 1987,.

## Légende
L'histoire rapporte que, par l'érection de la Jeanneke-Pis dans la capitale belge, Debouvrie voulait établir l'égalité homme-femme, réparant une injustice vieille de plus de cinq siècles. La légende, quant à elle, affirme que Jeanneke symbolise la fidélité. Il est traditionnel de jeter des pièces dans les vasques de la fontaine, le montant de la somme sacrifiée prouve l'affection que l'on porte à la personne aimée. L'argent récolté est reversé à la recherche médicale et à l'aide aux personnes démunies en Belgique.